# Billboard
Billboard är en amerikansk musiktidning, grundad 1894 av William H. Donaldson och James H. Hennegan. Den är berömd för sina listor över mest sålda skivor i USA, av vilka de mest prestigefyllda är Billboard Hot 100 (för singlar) och Billboard 200 (för album).

## Historia

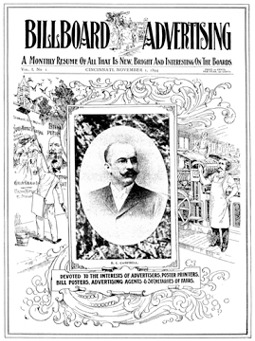
Första numret.

Det första numret av magasinet kom ut den 1 november 1894. Magasinet var 8 sidor långt och kostade då 10 amerikanska cent och en årsprenumeration på tidningen kostade 90 amerikanska cent. Högkvarteret låg vid den tiden vid 11 W. Eight Street i Cincinnati, William H. Donaldsons och James H. Hennegans hemstad. Flera svenska artister har toppat listan.
Nu har Billboard sitt högkvarter i New York med byråer i Boston, London, Los Angeles, Miami och Nashville och har redaktionella korrespondenter i större städer över hela världen.

## Billboards listor

### Alla genrer
| Titel                          | Typ                           | Antal positioner | Beskrivning |
| ------------------------------ | ----------------------------- | ---------------- | --- |
| Billboard Hot 100              | försäljning + radiospelningar | 100              | - USA:s musikindustris standardsingellista |
| Bubbling Under Hot 100 Singles | försäljning + radiospelningar | 25               | - Rankar de topp-25 sångerna under plats 100 som ännu inte har gått in på Hot 100-listan. - Kan också betraktas som en 25 platsers påökning av Hot 100-listan. - En sång kan inte gå in på Bubbling Under-listan om den redan har förekommit på Hot 100-listan. |
| Top Heatseekers                | försäljning + radiospelningar | 25               | - Rankar sånger från nya artister/band som aldrig har klättrat över hälften av Hot 100-listan. - Om en sång tar sig över topp-50 kan inte artistens/bandets efterföljande singlar gå in på listan.                                                              |
| Billboard Hot 100 Airplay      | radiospelningar (publik)      | 100              | - Mäter radiospelnings-publikens intryck på alla radioformat på radiostationer. - En av tre beståndsdelar av Hot 100-listan. |
| Hot Singles Sales              | fysisk försäljning            |                  | - Mäter försäljningen av kommersiella singlar. - En av tre beståndsdelar av Hot 100-listan. - Ingen återkommande lista. |
| Hot Digital Songs              | digital försäljning           | 75               | - Rankar de topp-säljande singlarna för den digitala marknaden. - Kombinerar olika versioner av sånger för en summerad figur. - En av tre beståndsdelar av Hot 100-listan. - Ingen återkommande lista.                                                          |
| Hot Digital Tracks             | digital försäljning           | 75               | - Rankar den digitala sångförsäljningen med olika versioner av sånger listade. - Ingen återkommande lista. |

### R&B och hiphop
| Titel                              | Antal positioner | Beskrivning |
| ---------------------------------- | ---------------- | --- |
| Hot R&B/Hip-Hop Songs              | 50               | Rankar de populäraste genom att kombinera airplay från alla format från radiostationer, digitala nedladdningar, streaming och Youtube-visningar av R&B- och hiphoplåtar.                                              |
| Hot R&B/Hip-Hop Airplay            | 50               | Mäter airplay baserat på spelningar från olika R&B/hiphop-stationer. |
| Mainstream R&B/Hip-Hop             | 50               | Rankar låtar genom att kombinera airplay baserat på radiospelningar (spins) från 76 R&B/hiphop-stationer. |
| Adult R&B songs                    | 20               | Mäter airplay från 65 Urban AC radiostationer. |
| Hot R&B/Hip-Hop Singles Sales      |                  | Försäljningskomponent för Hot R&B/Hip-Hop Songs. Det är en separat panel för försäljningar av kommersiella 12"-maxisinglar inom den urbana marknaden.                                                                 |
| Bubbling Under R&B/Hip-Hop Singles | 10               | Rankar topp 10-låtarna under #50 som inte legat på Hot R&B/Hip-Hop Songs-listan tidigare. |
| Rhythmic Top 40                    |                  | Mäter airplay-spins på 72 rhythmic-stationer. Rhythmic är ett musikradioformat som blandar hitlåtar inom dance, upbeat rhythmic pop, hiphop och R&B. Dessa stationer bidrar även till Dance/Mix Show Airplay-panelen. |
| Hot Rap Songs                      | 25               | Rankar topp 25-låtarna för hiphop/rap genom att kombinera airplay från alla format fån radiostationer, digitala nedladdningar, streaming och Youtube-visningar av raplåtar.                                           |
| Rap Airplay                        | 25               | Rankar topp 25-låtarna för hiphop/rap utifrån airplay-spins från R&B/hiphop- och rhythmic radiostationer. |
| Hot R&B/Hip-Hop Recurrents         |                  | Rankar låtar som har åkt ner under #50 på Hot R&B/Hip-Hop Songs och som har varit på den listan i över 20 veckor. |
| Hot R&B/Hip-Hop Recurrent Airplay  |                  | Rankar låtar som har åkt ner under #25 på Hot R&B/Hip-Hop Airplay och som har varit på den listan i över 20 veckor.                                                                                                   |
| R&B Songs                          | 25               | Rankar topp 20-låtarna för R&B genom att kombinera airplay från alla format fån radiostationer, digitala nedladdningar, streaming och Youtube-visningar av R&B-låtar.                                                 |

### Fotnoter
1. ↑  Godfrey, Donald G.; Leigh, Frederic A. (1998). Historical dictionary of American radio. Westport, CT: Greenwood Press. ISBN 978-0-313-29636-9
2. ↑  Schlager, Ken (13 december 2005). ”Billboard History”. web.archive.org. Arkiverad från originalet den 13 december 2005. https://web.archive.org/web/20051213024449/http://www.billboard.com/bbcom/about_us/bbhistory.jsp. Läst 10 februari 2010.